# 창원중앙여자고등학교
창원중앙여자고등학교(昌原中央女子高等學校)는 대한민국 경상남도 창원시 성산구 상남동에 있는 공립 고등학교이다.

## 학교 연혁
- 1997년 3월 27일 : 창원중앙여자고등학교 설립인가 (10학급)
- 1998년 3월 1일 : 개교, 제1대 이종묵 교장 취임
- 1998년 3월 5일 : 입학식(신입생 504명 10학급)
- 1998년 11월 22일 : 신축 교사 준공
- 1998년 12월 19일 : 신축 교사 입교
- 2001년 2월 9일 : 제1회 졸업식(졸업생 489명)
- 2003년 1월 1일 : 교사 신관 증축 준공
- 2003년 10월 1일 : 교육인적자원부 지정 학교시설 활용 연구학교 운영(2003.10.1.~2004.3.31. 방과후 학교시설 활용)
- 2004년 4월 1일 : 교육인적자원부 지정 학교시설 활용 연구학교 운영(4.1.~9.30. 방과후 학교시설 활용)
- 2005년 4월 13일 : 디지털 전자도서관 개관 (신관 2층)
- 2006년 12월 4일 : 멀티미디어실 설치
- 2008년 5월 8일 : 급식소 ‘함박관’ 개관
- 2014년 2월 17일 : 논술·토론교육 정책 연구학교 지정 / 경상남도교육청
- 2018년 10월 25일 : 자율학교재지정 (2019.3.1.~2022.2.28. 경상남도교육청)
- 2021년 9월 1일 : 제14대 윤인숙 교장 취임
- 2022년 12월 23일 : 제23회 졸업식(141명, 졸업생 누계 8,633명)
- 2023년 3월 2일 : 제26회 입학식(8학급 168명)

## 참고 자료
- 창원중앙여자고등학교 - 한국교육학술정보원 학교알리미